# 哈洛與茂德
《哈洛與茂德》（英語：Harold and Maude）是1971年的一部美國電影。導演是哈爾·阿什比。電影講述了一位熱衷表演自殺的少年和一位79歲的老婦的之間的愛情故事。這部電影在1997年被收入國家電影登記部，並且也被選入AFI百年百大喜劇電影。

## 外部連結
- 互联网电影数据库（IMDb）上《Harold and Maude》的资料（英文）
- AllMovie上《Harold and Maude》的资料（英文）
- 爛番茄上《Harold and Maude》的資料（英文）